# Íslandspóstur
Íslandspóstur ohf. oder Pósturinn ist die isländische nationale Post. Sie wurde im Jahr 1776 von Christian VII., dem König von Dänemark und Norwegen und damit auch Island, gegründet.

## Geschichte
Zwei Jahre nach der Gründung verkehrten die ersten „regelmäßigen“ Postschiffe zwischen Dänemark und Island – eines pro Jahr. Die ersten isländischen Briefmarken wurden 1873 gedruckt. Im gleichen Jahr wurde die Post unter eine eigene Verwaltung gestellt und landesweit besser organisiert. Es wurden etwa auch die ersten Postämter in den größeren isländischen Gemeinden errichtet.

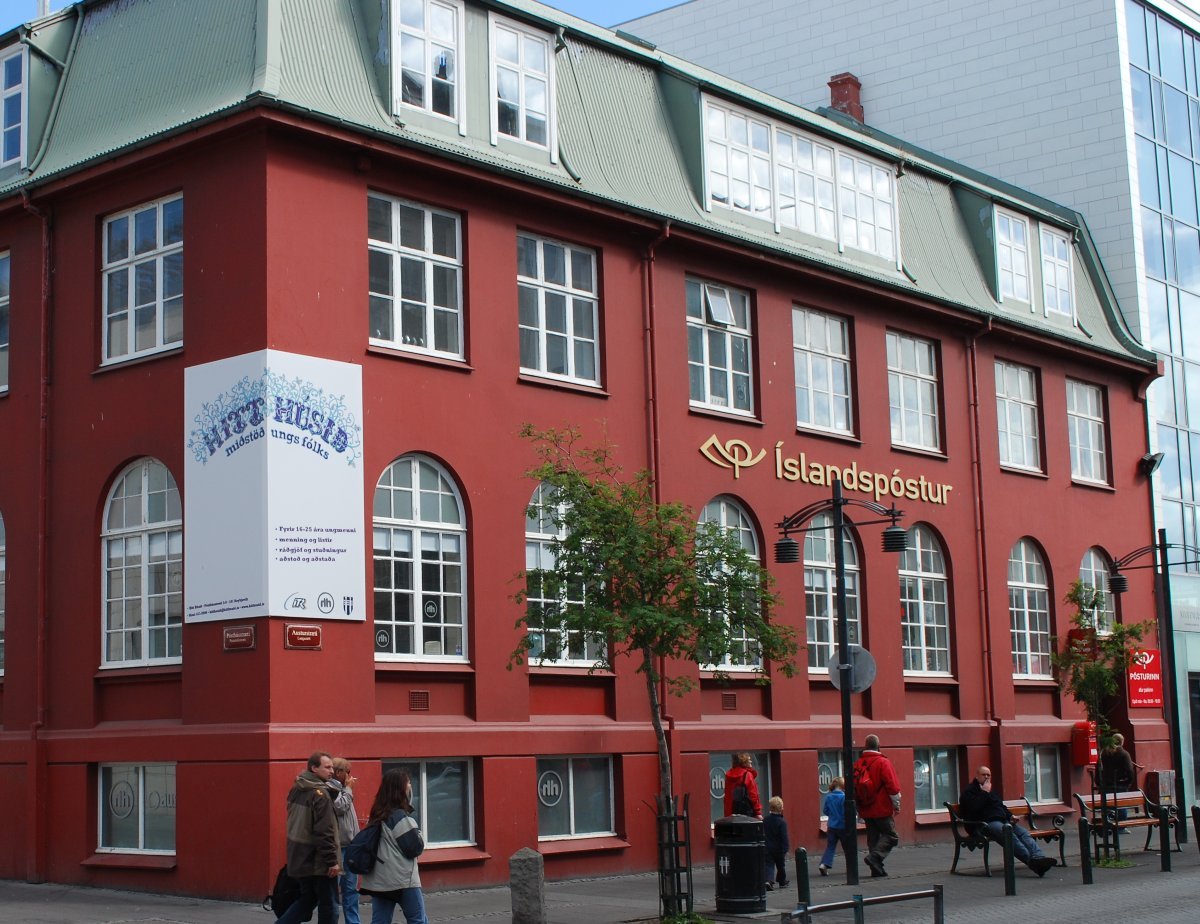
Postamt der Íslandspóstur im Stadtzentrum Reykjavíks

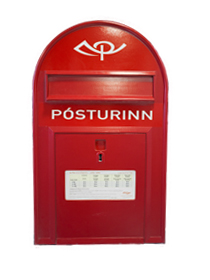
Briefkasten von Pósturinn

1935 wurden die Post und die nationale Telefongesellschaft fusioniert und traten danach unter dem Namen Póstur og sími (Post und Telefon) auf. Diese Verbindung wurde erst 1998 rückgängig gemacht und die beiden Unternehmen als Íslandspóstur und Síminn wieder selbständig.
Mit 1200 Mitarbeitern ist Íslandspóstur einer der größten Arbeitgeber des Landes. Ein weiterer Ausbau des Verteilernetzes ist geplant, so sollen weitere Postämter entstehen, um die Versorgung zu verbessern.